# مراب نینیدزه
مراب نینیدزه (گرجی: მერაბ ნინიძე؛ زادهٔ ۳ نوامبر ۱۹۶۵) بازیگر اهل گرجستان است.
از فیلم‌ها یا برنامه‌های تلویزیونی که وی در آن نقش داشته است، می‌توان به هیچ‌کجا در آفریقا، پل جاسوس‌ها، دختر زمستان و قمر مشتری اشاره کرد.